# 전제향
전제향(1980년 3월 29일 ~ )은 대한민국의 방송인이다. 2014년 11월 3일에 회사원 남성과 결혼하였다.

## 경력
- 2001년 미스 해태 진으로 데뷔
- 2002년 MBC 게임 자키 선발대회 대상

## 학력
- 북원여자고등학교 졸업
- 한림대학교 정치외교학과 졸업
- 고려사이버대학교 대학원 사회복지학과 사회과학 석사

## 출연 작품

### TV 프로그램
- KBS2 <연예가중계>
- KBS2 <쇼 파워 비디오>
- KBS1 <청춘! 신고합니다>
- 메디TV <행복충전 2080>
- TJB <세상발견 유레카>
- 2004년 KBS2 'MC 서바이벌' 금상
- 2006년 EBS 사랑의 공부방 네발 자전거
- 2010년~2017년 EBS 교양프로 <나눔 0700> 진행
- 2015년~2017년 오감충전! G1이 좋다[2]
- 2018년~ EBS 교양프로 <나눔 0700> 진행 중

### 드라마
- 식객(2008년, SBS) - 전제향 역
- 나눔의 수수께끼(2013년, EBS) - 방송부 선생님 역